# Tony Leon
Anthony James Leon (Durban, Natal, 15 de diciembre de 1956) conocido simplemente como Tony Leon, es un político sudafricano, que desempeñó el cargo de líder de la oposición de su país entre 1999 y 2007, siendo líder del Partido Demócrata y, con posterioridad, del partido Alianza Democrática (DA), que desde su fundación es la principal fuerza opositora al gobierno del Congreso Nacional Africano (ANC). 

## Carrera política
Aun siendo miembro de DA, ejerció como embajador de Sudáfrica ante Argentina entre 2009 y 2012. Antes de eso fue miembro del Parlamento entre 1994 y 2009.
Desde 2012, Leon ha sido presidente ejecutivo de Resolve Communications (Pty) Ltd , una organización de defensa de la reputación y consultoría de comunicaciones estratégicas basada en Sudáfrica y asesora principal de K2 Intelligence, una organización de investigación internacional y análisis de riesgo con base en Londres y Nueva York. La consultoría fue fundada por Jules y Jeremy Kroll en 2009. Leon también es columnista contratado de Times Media Group Ltd, sus columnas aparecen semanalmente o mensualmente en Business Day, Sunday Times y Times, respectivamente. Leon fue votado décimo sexto en el Top 100 grandes sudafricanos del canal de televisión SABC3.